# Remény és szépség napja
A remény és szépség napja elnevezésű esemény egy olyan alkalom, amelyen ingyenes hennakoronát készítenek a rákos betegeknek és túlélőknek, a rákkal és a kemoterápiával összefüggő hajvesztés miatt. A rendezvényt évente négy alkalommal szervezik meg.

## Történet és cél
A rák elleni küzdelemnek, a kemoterápia egy fájdalmas, bár fontos része. A kemoterápia egyik következménye a hajhullás. A hajhullás különösen nehéz azoknak a nőknek és lányoknak, akik a hosszú hajat a nőiesség szimbólumaként tekintik. Ezért is van káros hatással a betegek önbizalmára.
Megalakulása óta, a Henna Lap összefogott a CsillámVilággal azért, hogy ingyenes hennakoronát ajánljanak fel a rákos betegeknek és túlélőknek. Soós Krisztina, a CsillámVilág ügyvezető igazgatója elmondta, hogy a hennafestés a pszichés és mentális gyógyításról szól, és segít helyreállítani a betegek érzelmi energiáit egy nehéz időszakban.

## Hogyan működik
A remény és szépség napja minden évben négy alkalommal kerül megrendezésre.
A pácienseknek, akik szeretnék kihasználni az ingyenes hennafestést, előzetesen regisztrálniuk kell az eseményre e-mailben vagy az interneten Archiválva 2015. május 26-i dátummal a Wayback Machine-ben keresztül. Ki kell választaniuk az esemény napját és idejét, amikor részt szeretnének venni.
Az önkéntes hennafestők szép hennamintákkal díszítik a betegek fejét. Ahelyett, hogy parókával, sállal, sapkával rejtenék el kopasz fejüket a betegek, megmutathatják hennamintáikat. Sok beteg számára ez a rejtőzködésből való előrelépés fontos része  lehet az érzelmi gyógyulás folyamatának.

## Reakciók
A reakciók a páciensek és a festők részéről is túlnyomórészt pozitívak.
A Modellvilág Erikát, az egyik pácienst idézi, aki azt mondja, hogy ez az élmény fél gyógyulást jelentett számára. Izának, egy másik betegnek tetszett a hennafestés felszabadító érzése. Réka, egy újabb páciens úgy érezte, hogy a rendezvény szeretetteli és a pozitív energiája  egy lépéssel közelebb vitte a felépüléshez. Hasonlóképpen nyilatkozott Laura, aki remekműnek nevezt a fején található hennafestést és olyan izgatott volt a pozitív energiától, hogy alig tudott aludni.
Gyöngyvér, a festők egyike, úgy érzi, az esemény egy közösségi élmény, szeretettel, nevetéssel, és közös céllal.
A legtöbb páciens, aki egyszer eljött, eljön a következő alkalommal is, mondta el Soós Krisztina  Joshi Bharatnak a FEM3 Cafén.

## Vita
Páran panaszkodtak a regisztrálási kötelezettség miatt. A cég azt mondja, hogy a regisztráció nem kerülhető ki, mert egyeztetni kell az időpontot és a helyeket a művészekkel és a modellekkel.

## Szervezők
- CsillámVilág - Magyarország legnagyobb arcfesték és csillámtetoválás eszközöket forgalmazó vállalkozása[10]
- Henna lap - az ingyenes online henna enciklopédia[10]

## Külső hivatkozások
- Remény és szépség napja oldal Archiválva 2018. március 9-i dátummal a Wayback Machine-ben
- Következő “Remény és szépség napja” rákos nők számára
- Következő “Remény és szépség napja” a rákos nőkre
- YouTube
- Újra rátalál a rákos nőkre a szépség és méltóság